# Río Patillos
El río Patillos es un curso de agua que nace en la cordillera de los Andes, fluye con dirección general sur y desemboca en el río Carachas,

## Trayecto
Nace en la divisoria de aguas con el río Los Molles en la cordillera de los Andes y desemboca en el río Carachas.

## Historia
Luis Risopatrón lo describe en su Diccionario Jeográfico de Chile en 1924 sobre el río:: 239 
Patillos (Rio). 30° 54 ' 70° 26' Es de buena agua, corre en un cajón de faldas escasas de pasto, el que solamente se encuentra en las vegas, ofrece leña en sus riberas i afluye del N a la márjen N del rio Carachas, del Grande. 119, p. 235; 134; i 156.